# Химера (альбом «Химеры»)
Химера — дебютный студийный альбом российской музыкальной группы Химера, записанный в марте 1993 года.

## История записи
В 1992 году Эдуард Старков приобретает гитарный исказитель дисторшн, что кардинальным образом меняет звучание группы от пост-панка в сторону жанра нойз-рок, сопровождаемого агрессивной ритм-секцией. Коллектив начинает экспериментировать с новым звуком, используя в своих песнях элементы народной музыки, хардкор-панка, фри-джаза и авангарда. Следствием одного из таких экспериментов является записанная вживую кассета Фантазёры, на первой стороне которой был запечатлён получасовой блок старых и новых песен группы в современной обработке, а на второй — импровизационная сорокаминутная композиция под названием «Вольность».
Зимой 1993 года музыкой коллектива заинтересовывается местный режиссёр Владимир Тыкке (Балтийский дом) и приглашает группу к сотрудничеству — озвучить спектакль «Король преступного мира», поставленный по мотивам пьесы Бертольта Брехта «Трёхгрошовая опера». Некоторое время музыканты приходили в театр на каждый спектакль, но в итоге это им наскучило, и они записали фонограмму, заменившую живое звучание группы, и вскоре приступили к записи своего дебютного альбома. Кроме того, что в отличие от раннего инди-звучания, музыканты перешли к жёстким диссонансным экспериментам, общее настроение композиций очередного творения группы носит ещё более депрессивный характер, лирика в большей степени затрагивает темы оккультизма, шизофрении, отчуждения, второй мировой войны и самоубийства. Позже, во время того, как Эдуард Старков проходил лечение в больнице в связи со значительным ухудшением здоровья, участники коллектива отзывались о негативных последствиях своих мрачных нойзовых экспериментов:
Следует помнить, что эстетика гитарного эйсид-звука подразумевает определённую суицидальность общего настроения, и некоторые органы человеческого тела «понимают» это буквально, в данном случае проблемы с печенью лидера группы остановили почти на два месяца все наши телодвижения.
Впервые запись Химера была издана на кассетах под собственным лейблом группы «Egazeba Records» (название «Egazeba» является отсылкой к комедийному фильму «Эльвира — повелительница тьмы»; это же имя носил авангардно-шумовой проект под руководством Старкова), впоследствии неоднократно переиздавалась. В последний раз альбом был официально переиздан в 2021 году.
Две песни с альбома («Лечебница» и «Клоп Семён») были записаны коллективом для совместного мини-альбома с швейцарской группой анархистов Steine Für Den Frieden. Запись была выпущена в 1994 году в Швейцарии на виниловых пластинках.
Песня «Зимний Синдром» позже вошла в репертуар группы П.Т.В.П. Кавер-версия на композицию была записана для альбома Девственность (1998), который был посвящён Эдуарду Старкову.

## Список композиций[~ 1]
Автор всех песен — Эдуард «Рэтд» Старков.
| №   | Название                         | Длительность |
| --- | -------------------------------- | ------------ |
| 1.  | «Intro»                          | 1:32         |
| 2.  | «Ворона, Собака, Лягушка, Кошка» | 0:34         |
| 3.  | «Обеденный Концерт»              | 3:01         |
| 4.  | «Рыбий Глаз»                     | 3:29         |
| 5.  | «Июнь 41-го»                     | 2:01         |
| 6.  | «Война»                          | 1:50         |
| 7.  | «Считалочка»                     | 2:55         |
| 8.  | «Фантазёры»                      | 0:34         |
| 9.  | «Хоттабыч»                       | 2:37         |
| 10. | «Зимний Синдром»                 | 5:00         |
| 11. | «Suomi Roller Poika»             | 4:06         |
| 12. | «Химера»                         | 7:14         |
| 13. | «Бред»                           | 1:05         |
| 14. | «Клоп»                           | 6:00         |
| 15. | «Зима»                           | 3:35         |
| 16. | «Стихи»                          | 5:17         |

## Участники записи
- Эдуард Старков — вокал, гитара, трубы, аккордеон
- Юрий Лебедев — бас-гитара
- Владислав Викторов — барабаны
- Павел Лабутин — виолончель
- Геннадий Бачинский — музыкальный продюсер